# Samograd (otok)
Samograd je nenaseljeni otočić u Kornatskom otočju.
Njegova površina iznosi 0,043 km². Dužina obalne crte iznosi 0,85 km.

## Vanjske poveznice
|  | Zajednički poslužitelj ima još gradiva o temi Samograd (otok) |